# Zo'n Wildebras
Zo'n Wildebras is een boek uit de Veldboeket-serie, geschreven voor wat destijds de vierde klas van het rooms-katholieke basisonderwijs was. Het is geschreven door Carel Beke en de eerste uitgave was in 1956.
Een paar hoofdstukken zijn geschreven in versvorm, terwijl de rest van het verhaal de vorm van proza heeft.

## Verhaal
Centraal staan de dagelijkse lotgevallen van de 10-jarige Jan van Wilderen die door zijn onbesuisde gedrag vaak in de problemen komt en soms zelfs bijna zeer ernstige ongelukken veroorzaakt. Nadat hij eenmaal door zijn ouders, zijn oudere broers en zussen, zijn leraar of iemand anders is terechtgewezen, heeft hij meestal diepe spijt. Als een schoolgenoot van Jan tijdens een sneeuwballengevecht gewond raakt door een steen, krijgt Jan hiervan de schuld hoewel hij de steen niet heeft gegooid. Tegelijk heeft Jan ook veel positieve kanten; hij is heel handig met klusjes in huis, hij is muzikaal en ondanks zijn vaak agressieve voorkomen is hij in wezen erg gevoelig.
Kort na Nieuwjaar wordt er bij de familie Van Wilderen een nieuw kindje geboren, Carla. Enkele maanden later, als het voorjaar is, wordt Jan met zijn nieuwe zusje even thuis alleen gelaten, waarna hij Carla mee naar buiten neemt. Dan roept Jans vriend hem mee naar binnen, en Jan vergeet de baby mee naar binnen te nemen. Even later begint het buiten te regenen. Als Jans moeder thuiskomt, schrikt ze hevig. Jan verontschuldigt zich, maar het is al te laat; Carla loopt een longontsteking op. De familie Van Wilderen leeft dagenlang in angst dat de baby zal overlijden. Jan doet nu de hele dag bijna niets anders meer dan bidden. Uiteindelijk geneest Carla tegen de verwachtingen in, en Jan besluit om zijn leven nu echt en definitief te beteren. Als beloning krijgt hij voor zijn verjaardag een konijn.